# キア・センター
キア・センター（Kia Center）はフロリダ州オーランドにある屋内競技場。

## 概要
アムウェイ・センターは現在のマジックの本拠であるアムウェイ・アリーナに続き、命名権を購入。2009年8月3日に正式名称が決定された。同アリーナ近くにはパフォーミング・アーツ・センターがあり、また州間高速道路4号線沿いにある。
2012年にNBAオールスターゲームの開催が決定した。
2020年新型コロナウイルスの影響でフロリダ州のフルセイル大学構内でテレビ収録を行っていた、アメリカのプロレス団体WWEが8月21日のテレビテーピングから同センターで行うことを発表。またその期間のみ名称を「WWEサンダードーム」とすることも発表した。
2023年12月に起亜が命名権を取得し、「キア・センター」へ改名した。